# Фелікс Санчес
Фелікс Санчес  (ісп. Félix Sánchez, 30 серпня 1977) — домініканський легкоатлет, олімпійський чемпіон.

## Виступи на Олімпіадах
| Олімпіада   | Дисципліна                    | Місце     |
| ----------- | ----------------------------- | --------- |
| Сідней 2000 | біг на 400 метрів з бар'єрами | 7 h2 r2/3 |
| Афіни 2004  | біг на 400 метрів з бар'єрами | 1         |
| Пекін 2008  | біг на 400 метрів з бар'єрами | 5 h4 r1/3 |
| Лондон 2012 | біг на 400 метрів з бар'єрами | 1         |
| Лондон 2012 | естафета 4 x 400 метрів       | участь    |